# 674 до н. е.

## Події
- Стародавній Єгипет: вторгнення ассирійців у Єгипет (674 до н. е. вважається найбільш ранньою з абсолютно точних дат, зафіксованою в багатьох класичних джерелах як дату цієї події)

## Померли
- Ассирійцями в Закавказзі вбито царя скіфів Ішпакая. Наступний цар скіфів Партатуа.